# Noble Jump

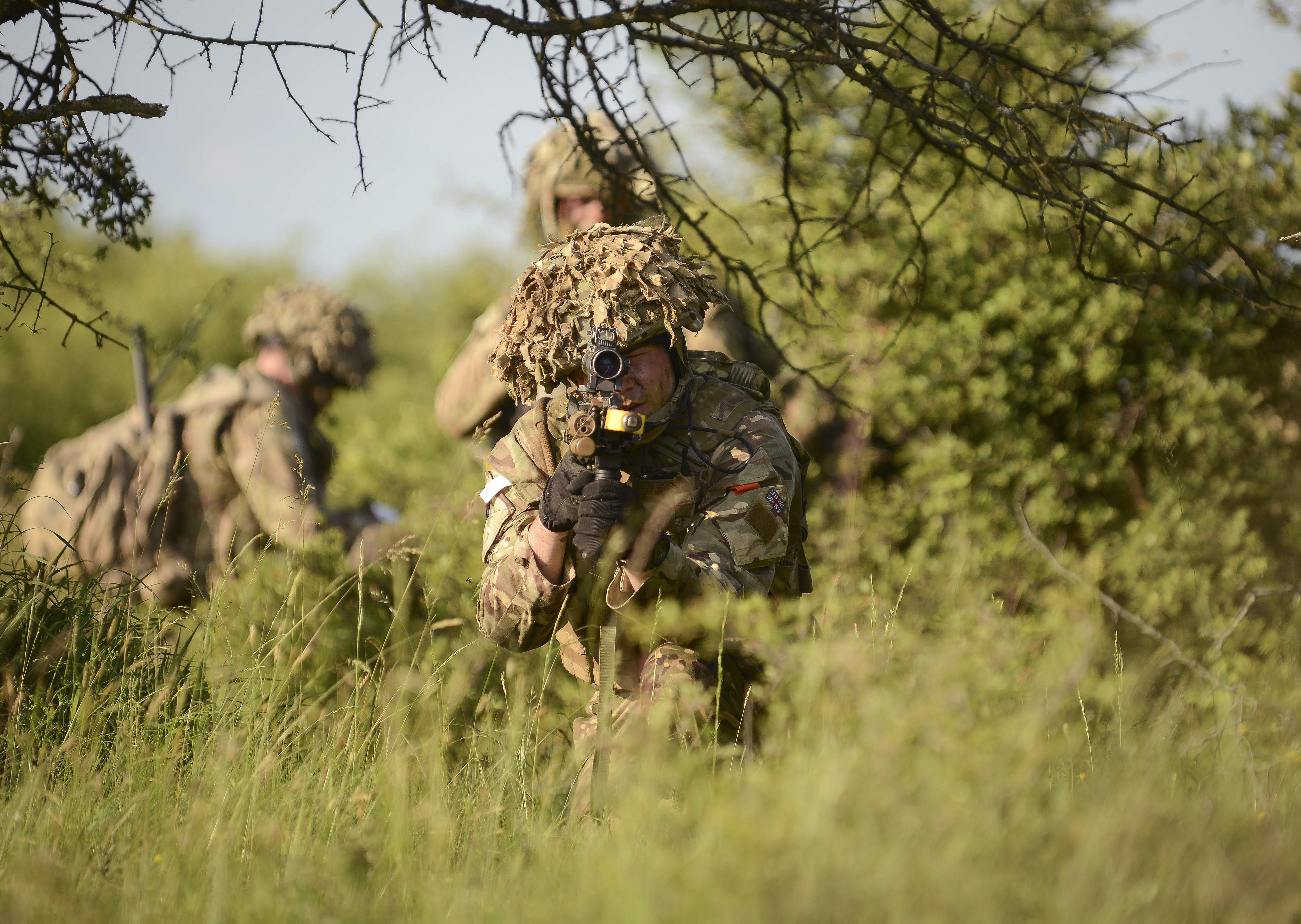
Aufnahme von Noble Jump 17

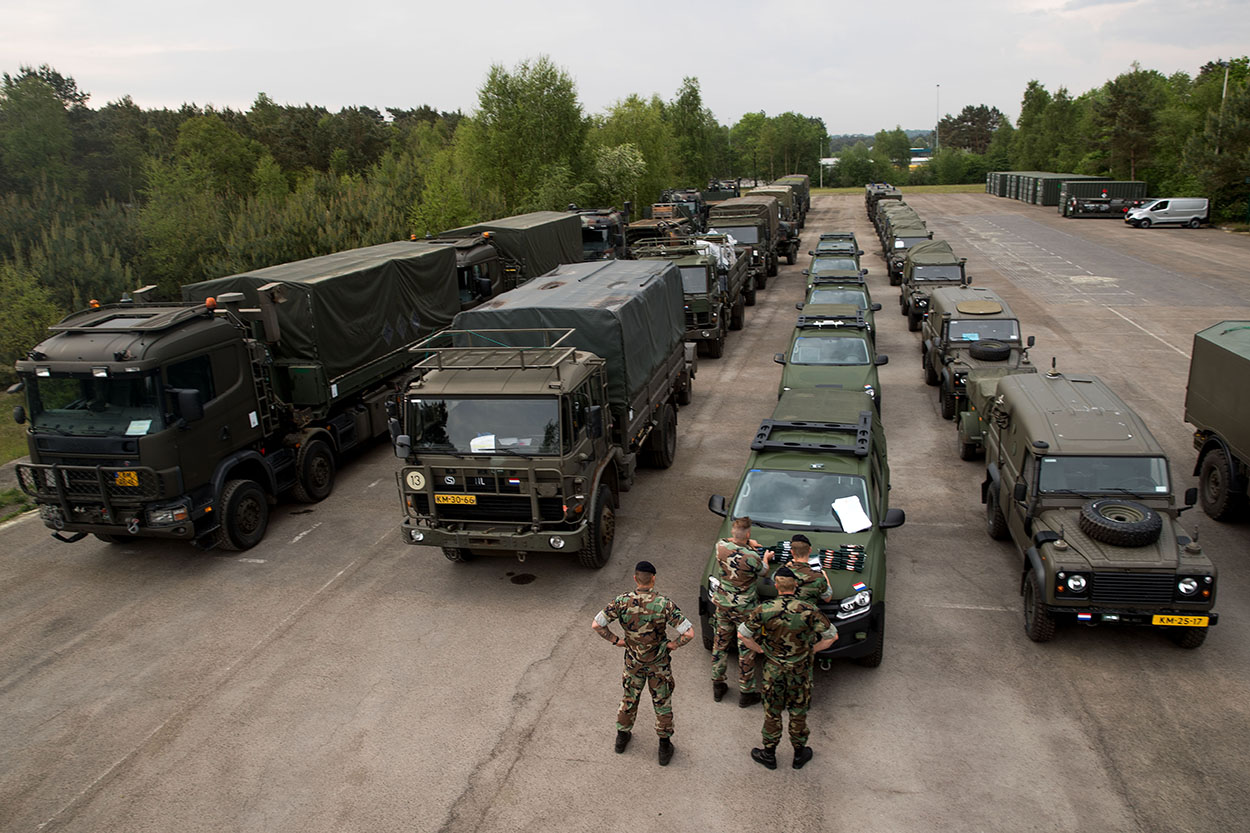
Holländische Marineinfanteristen beim Verladen ihrer Ausrüstung für die Übung Noble Jump 2

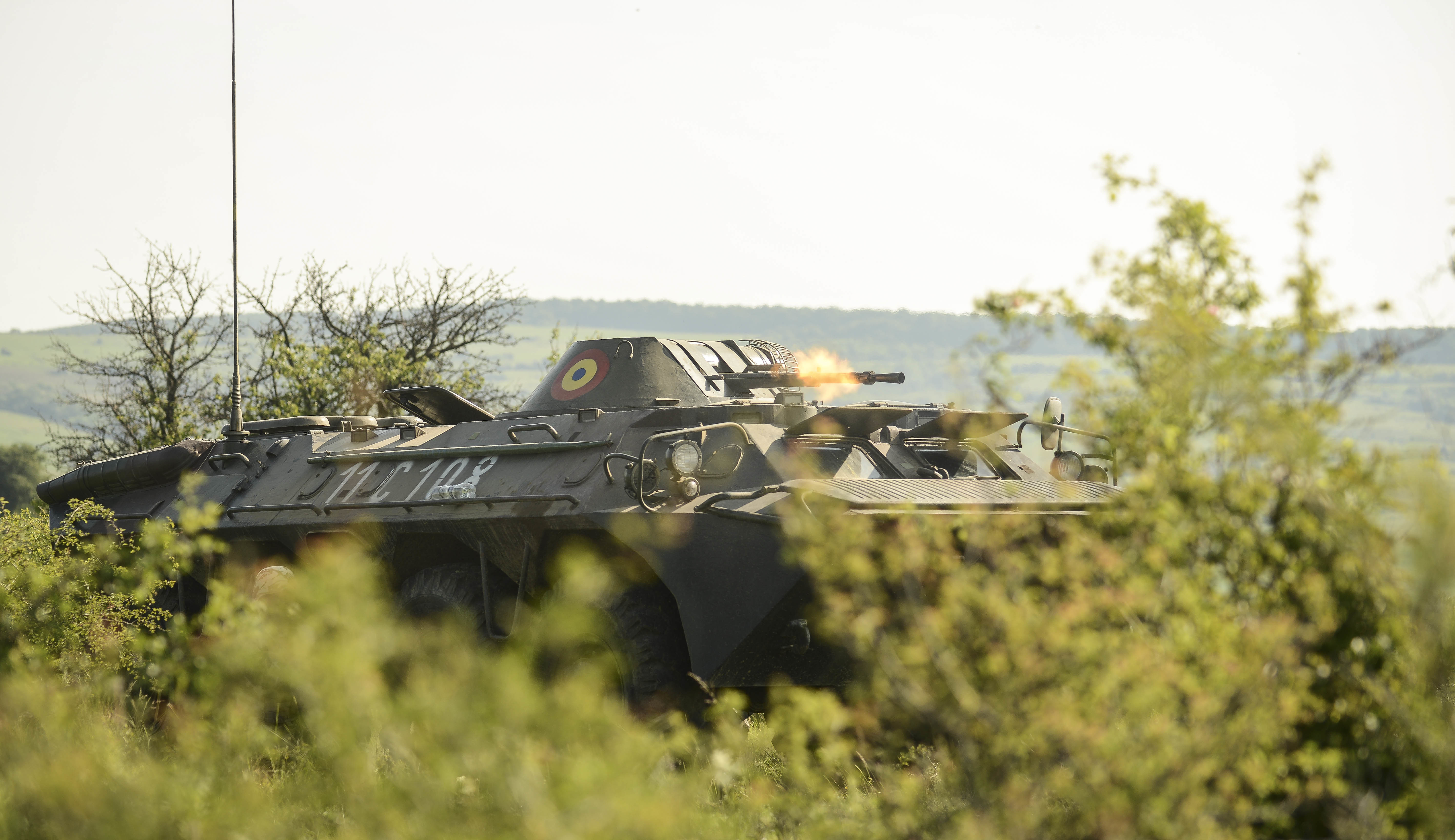
Rumänischer TAB-77 Schützenpanzer auf der Übung Noble Jump 17

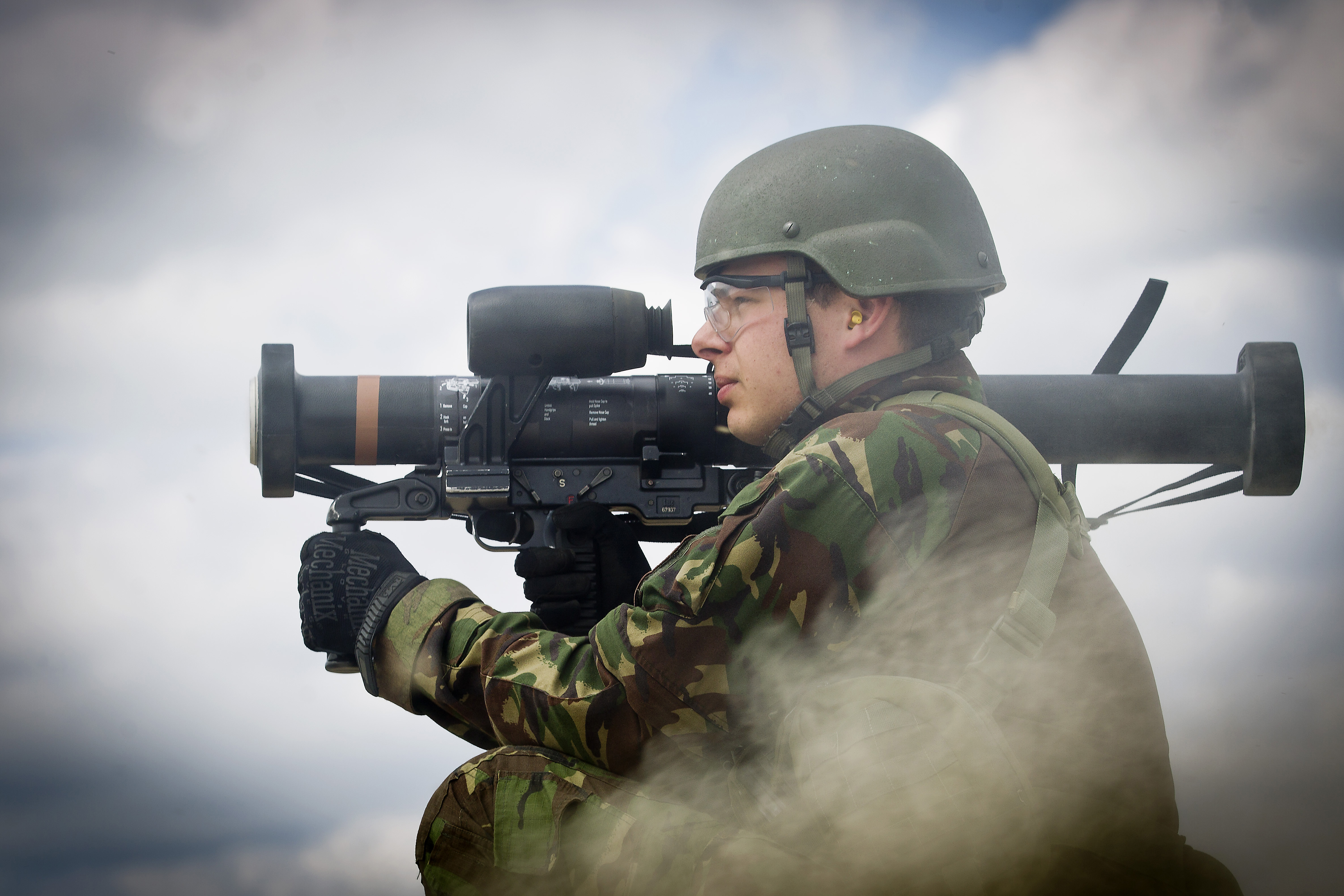
Panzerfaustschütze auf der Übung Noble Jump

Noble Jump war ein NATO-Manöver, welches im Sommer 2015 in Żagań/Polen stattfand. Eine zweite Auflage des Manövers (Noble Jump II) fand im Sommer 2017 in Bulgarien und Rumänien statt und die dritte Auflage im Mai und Juni 2019 erneut in Żagań/Polen.

## Auftrag
In der zweiphasigen Übung Noble Jump sollte erstmals die Verlege- und Einsatzfähigkeit der schnellen Eingreiftruppen auf dem Gelände des Truppenübungsplatzes von Żagań unter Beweis gestellt werden. Außerdem galt es das taktische Einsatzkonzept der NATO in einem simulierten Krisenfall zu überprüfen.

### Beteiligte Truppen
Noble Jump stand unter dem Oberkommando des SACEUR, General Phillip M. Breedlove. An der Übung beteiligt waren Einheiten der (VJTF) Very High Readiness Joint Task Force der NATO. Insgesamt 2.100 Mann aus neun verschiedenen Nationen. Während die Landeinheiten vom NRF, dem I. Deutsch-Niederländischen Korps in Münster unter Generalleutnant Volker Halbauer geführt wurden, gehörte auch das Panzergrenadierbataillon 371 („Marienberger Jäger“) aus Marienberg/Sachsen zum Kernaufgebot der Speerspitze. Ebenfalls zum Kontingent gehörten Artillerietruppen, Sanitäter, Nachschubeinheiten und Panzerpioniere. Besucht wurde das Manöver unter anderem auch von NATO-Generalsekretär Stoltenberg und Bundesverteidigungsministerin von der Leyen.

## Umfang
Noble Jump war ein Teil der Manöverserie „Allied Shield“, an der 15.000 NATO-Soldaten beteiligt sind. In Żagań sollte die Leistungsfähigkeit der Speerspitze getestet werden, die unter niederländischer, norwegischer und deutscher Regie stand. Insgesamt waren Heereseinheiten aus Belgien, Deutschland, Litauen, Niederlande, Norwegen, Polen, Tschechien, Ungarn und den USA mit 440 Rad- und 65 Kettenfahrzeugen im Einsatz.

## Ablauf
Der zweite Teil Noble Jump fand vom 9. bis 19. Juni 2015 statt. Vorangegangen war Phase 1 im April 2015, eine Alarmierungsübung (AlertEx) der NATO Response Force (NRF), bei der die beteiligten Einheiten mit Personal, Material und Gefechtsfahrzeugen innerhalb eines vorgegebenen Zeitfensters von fünf Tagen die volle Verlegebereitschaft erreicht haben mussten. Ausgangspunkt des deutschen Truppenkontingentes war der Truppenübungsplatz Bergen/Lüneburger Heide, von wo aus per Bahnverladung und später über Straße und Luft ins fiktive Einsatzgebiet in Żagań verlegt wurde. Noble Jump simuliert ein Übungsszenario, bei dem ein Offizier „Birdman“ aus dem feindlichen „Bothnien“ probothnische Separatisten führt. Nachgestellt werden sollte ein Kampfszenario gegen irreguläre Truppen. Die Übung begann planmäßig mit dem Eintreffen von niederländischen und tschechischen Spezialkräften, Hubschraubern und F-16-Kampfflugzeugen. Im Folgenden erhielt das PzGrenBtl 371 mit Schützenpanzer Marder und verstärkt durch Leopard-2-Kampfpanzer den Auftrag, den „Präsidentenhügel“ der Separatisten zu nehmen.

## Fazit
Noble Jump war auch als Demonstration und Reaktion auf die russische Annexion der Krim geplant.

„Das ist eine angemessene, defensive Maßnahme. Wichtig sei, dass wir den baltischen Ländern, aber auch Polen, Rumänien und Bulgarien deutlich machen, dass ihre Sorgen auch unsere Sorgen sind und dass wir alle 28 in der Nato für ihren Schutz einstehen. Wegen ihrer geografischen Entfernung müssten die USA Truppen und Gerät nach Europa bringen. Die Deutschen wüssten das gut, schließlich hätten sie viele Jahre davon profitiert. Wir Deutsche haben nicht vergessen, was es bedeutet, von Freunden geschützt zu sein.“